# Jelitów (województwo wielkopolskie)
Jelitów – wieś w Polsce położona w województwie wielkopolskim, w powiecie ostrowskim, w gminie Raszków. Leży ok. 5 km na północny zachód od Ostrowa Wlkp. nad rzeką Ołobok.
Miejscowość wzmiankowana w źródłach od 1247 jako wieś kościelna. Przed 1932 rokiem miejscowość położona była w powiecie odolanowskim, W latach 1975–1998 w województwie kaliskim, w latach 1932–1975 i od 1999 w powiecie ostrowskim.